# Pedro Ruiz de la Mota
Pedro Ruiz de la Mota O.S.B. (Burgos, ? - Herrera de Pisuerga, 20 de septiembre de 1522), conocido como doctor Mota, fue un importante político español y obispo de Badajoz y de Palencia del siglo XVI.

## Biografía
Era hijo de Juan Alonso de la Mota y Catalina de Lalo y Orense, así como hermano del burgalés García Ruiz de la Mota. Sirvió a Felipe de Borgoña entre 1504 y 1506 y fue a Bruselas antes de regresar a Castilla en 1507. Después sirvió al emperador Maximiliano de Austria y a Margarita de Austria y tomó parte en embajadas a Francia (1510) e Inglaterra (1512, 1514, 1521). Hacia 1507 encabezó el partido felipista (de Felipe el Hermoso) junto con Guillermo de Croy, señor de Chievres. En 1511 sería nombrado capellán y limosnero del futuro Carlos I, época en la que empezaría su influjo sobre Carlos.
A la muerte de Fernando el Católico, en 1516, ocupó la Secretaría de Estado. Nunca recibió este título pero ejerció como tal hasta su muerte.
El 22 de agosto de 1516 fue nombrado obispo de Badajoz, aunque nunca ocupó su sede, dedicándose a la política. En 1517 fue nombrado miembro del Consejo de Flandes y ese mismo año siguió a Carlos en su viaje a tomar posesión de la corona de las Españas.
En febrero de 1518 presidió, con Gattinara, las Cortes de Valladolid, defendiendo las tesis de Carlos contra las críticas de los castellanos que por boca del doctor Juan Zúmel, procurador por Burgos y del duque de Alba, Fadrique Álvarez de Toledo, manifestaron abiertamente el descontento originado por la política de Carlos y los flamencos que le acompañaban, de claro menosprecio y postergación de los naturales de estos reinos. A pesar de las amenazas, las Cortes resistieron y consiguieron que el rey jurase respetar las leyes de Castilla, quitar de puestos importantes a los extranjeros y aprender a hablar castellano. Carlos, tras su juramento, consiguió un servicio (subvención) de 600.000 ducados, pero no consiguió todo lo que pedía para ser proclamado emperador. Por ello Mota propuso a Carlos unas nuevas Cortes que se celebrarían en un territorio, Galicia, que podía considerarse neutral porque no tenía representación en las Cortes (de hecho las ciudades gallegas estaban representadas en las Cortes por Zamora). El arzobispo de Santiago de Compostela, Alonso de Fonseca, que pretendía la sede primada, facilitó las reuniones de Santiago (convocadas para el 20 de marzo de 1520) y de la Coruña. En 1520 Ruiz de la Mota leyó en las Cortes de Santiago y La Coruña un documento en el que se expresaban las intenciones de gobierno de Carlos. Se consiguieron los servicios, pero creando una gran descontento que se manifestaría en que los representantes que votaron a favor fueron atacados por el pueblo castellano y sus casas quemadas poco después en la rebelión de los comuneros ese mismo año. Una vez clausuradas las Cortes, Mota acompañó a Carlos I a su coronación como emperador en Aquisgrán.
El 4 de julio de 1520, fue nombrado nuevo obispo de Palencia como medio para controlar los ánimos de los comuneros que estaba gestándose en la ciudad (acababan de nombrar irregularmente obispo a Antonio de Acuña, obispo de Zamora, de claras preferencias comuneras); el nombramiento de Mota desató el fervor comunero en Palencia.
A la muerte de Guillermo de Croy (sobrino del señor de Chievres) (1521), que Carlos había nombrado arzobispo de Toledo, Ruiz de la Mota fue elegido para el cargo, pero murió antes de tomar posesión, por lo que fue nombrado Alonso de Fonseca.
Acompañando a Carlos I, llegó a Santander enfermo el 28 de julio de 1522; murió en Herrera de Pisuerga dos meses más tarde. Su cuerpo, enterrado provisionalmente en el monasterio de San Bernardino, fue trasladado poco después a San Nicolás de Burgos.
| Predecesor: Alonso Manrique  | Obispo de Badajoz 1516 - 1520  | Sucesor: Bernardino de Mesa O.P.   |
| Predecesor: Antonio de Acuña | Obispo de Palencia 1520 – 1522 | Sucesor: Antonio de Rojas Manrique |

| Predecesor: Pedro de Quintana | Secretario de Estado 1517 - 1522 | Sucesor: Juan Hannart, vizconde de Lombeck (1522-1524) |